# Bratronice (kraj południowoczeski)
Bratronice – miejscowość i gmina (obec) w Czechach, w kraju południowoczeskim, w powiecie Strakonice. W 2022 roku liczyła 61 mieszkańców.